# Suliana Sivi

a Compétitions nationales et continentales officielles uniquement.

b Matchs officiels uniquement.
Suliana Sivi, née le 23 mai 2005, est une joueuse internationale française de rugby à XV et internationale de rugby à sept.

## Biographie
Suliana Sivi naît le 23 mai 2005. Son père originaire de Wallis est joueur de rugby à XV. Elle commence la pratique du rugby à l'âge de quatre ans au Rugby club concarnois. Elle part au Stade rennais à quinze ans pour intégrer le pôle espoirs de Rennes.
Dans la catégorie des moins de 18 ans, elle remporte à deux reprises le Championnat d'Europe de rugby à sept avec l'équipe de France, en 2022 et 2023,. 
Lycéenne en 2023, elle obtient cette année-là son baccalauréat général avec mention bien. 
À l'automne 2023, elle est sélectionnée pour la première fois en équipe de France pour disputer la première édition du WXV en Nouvelle-Zélande. Elle obtient sa première cape face à l'Australie,. Elle est également appelée à l'occasion du Tournoi des Six Nations suivant mais ne dispute aucune rencontre. Durant l'été, elle dispute la Summer Series avec l'équipe de France des moins de 20 ans.
Lors de la saison 2024-2025, elle fait partie de l'équipe de France de rugby à sept qui obtient une médaille de bronze au Tournoi de Dubaï. Au mois de janvier, elle revient dans le giron du XV de France lors d'un stage en Espagne. Au mois de juin, elle est à nouveau sélectionnée avec l'équipe de France des moins de 20 ans pour la Summer Series au pays de Galles.

## Palmarès
- Équipe de France de rugby à sept :
  -  Troisième du Tournoi de Dubaï en 2024.